# Hund bider mand
Hund bider mand er en kortfilm instrueret af Nina Søs Vinther efter eget manuskript.

## Handling
Hund forelsker sig i fødder. Jagter dem gennem byens farer og forhindringer mod føddernes endeligt.